# Християново
Християново (болг. Християново) — село в Болгарии. Находится в Старозагорской области, входит в общину Стара-Загора. Население составляет 522 человека.

## Политическая ситуация
В местном кметстве Християново, в состав которого входит Християново, должность кмета (старосты) исполняет Димка Колева Минчева (независимый) по результатам выборов правления кметства.
Кмет (мэр) общины Стара-Загора — Светлин Танчев (Граждане за европейское развитие Болгарии (ГЕРБ)) по результатам выборов в правление общины.

## Знаменитые уроженцы
- Станчо Колев (р.1937) — борец, чемпион мира, призёр Олимпийских игр